# Dawukou
Dawukou är ett stadsdistrikt och säte för stadsfullmäktige i Shizuishan i den autonoma regionen Ningxia i nordvästra Kina.